# Blumea
Genre
Classification APG III (2009)
Blumea sont un genre de plantes dicotylédones.

## Liste des variétés et espèces
Selon Catalogue of Life (24 janvier 2018) :
- Blumea adamsii J.-P. Lebrun & A. L. Stork
- Blumea adenophora Franch.
- Blumea alata (D. Don) DC.
- Blumea angustifolia Thw.
- Blumea arfakiana Martelli
- Blumea arnakidophora Mattf.
- Blumea aromatica Wall. ex DC.
- Blumea axillaris (Lam.) DC.
- Blumea balfourii Hemsl.
- Blumea balsamifera (L.) DC.
- Blumea barbata Wall. ex DC.
- Blumea belangeriana DC.
- Blumea benthamiana Domin
- Blumea bicolor Merr.
- Blumea bifoliata (L.) DC.
- Blumea borneensis S. Moore
- Blumea bovei (DC.) Vatke
- Blumea braunii (Vatke) J.-P. Lebrun & A. L. Stork
- Blumea brevipes (Oliv. & Hiern) Wild
- Blumea bullata J.Kost.
- Blumea caffra (DC.) O. Hoffm.
- Blumea canalensis S. Moore
- Blumea celebica (Sch. Bip.) Boerl.
- Blumea clarkei Hook. fil.
- Blumea confertiflora Merr.
- Blumea conspicua Hayata
- Blumea crassifolia Sch. Bip. ex A. Rich.
- Blumea crinita Arn.
- Blumea crispata (Vahl) H. Merxmüller
- Blumea decurrens (Vahl) H. Merxmüller
- Blumea densiflora DC.
- Blumea diffusa R. Br. ex Benth.
- Blumea elatior (R.E. Fr.) S. Lisowski
- Blumea eriantha DC.
- Blumea fistulosa (Roxb.) Kurz
- Blumea flava DC.
- Blumea floresiana Boerl.
- Blumea formosana Kitam.
- Blumea heudelotii (C.D. Adams) S. Lisowski
- Blumea hieraciifolia (D. Don) DC.
- Blumea hookeri C. B. Cl. ex Hook. fil.
- Blumea hossei Craib ex Hosseus
- Blumea incisa (Elmer) Merr.
- Blumea integrifolia DC.
- Blumea intermedia J.Kost.
- Blumea junghuhniana (Miq.) Boerl.
- Blumea klossii S. Moore
- Blumea lacera (Burm. fil.) DC.
- Blumea laevis (Lour.) Merr.
- Blumea lanceolaria (Roxb.) Druce
- Blumea lanceolata Warb.
- Blumea lecomteana (O. Hoffm. & Muschl.) J.-P. Lebrun & A. L. Stork
- Blumea linearis C. I. Peng & W. P. Leu
- Blumea longipes Merr.
- Blumea macrostachya DC.
- Blumea malcolmii (C. B. Cl.) Hook. fil.
- Blumea manillensis (Less.) DC.
- Blumea martiniana Vaniot
- Blumea megacephala (Randeria) Ching & Tseng
- Blumea milnei Seem.
- Blumea mindanaensis Merr.
- Blumea moluccana Boerl.
- Blumea obliqua (L.) Druce
- Blumea oblongifolia Kitam.
- Blumea obovata Wall. ex DC.
- Blumea oloptera DC.
- Blumea oxyodonta DC.
- Blumea papuana S. Moore
- Blumea psammophila Dunlop
- Blumea pungens W. V. Fitzg.
- Blumea ramosii Merr.
- Blumea repanda (Roxb.) Hand.-Mazz.
- Blumea riparia (Bl.) DC.
- Blumea sagittata Gagnep.
- Blumea saussureoides Chang & Y.Q. Tseng
- Blumea saxatilis Zoll. & Mor.
- Blumea scabrifolia Ridley
- Blumea sericans (Kurz) Hook. fil.
- Blumea sericea (Thomson) Anderb. & A.K.Pandey
- Blumea sessiliflora DC.
- Blumea sikkimensis Hook. fil.
- Blumea sinuata (Lour.) Merr.
- Blumea sonbhadrensis S.Narain, Lata & Juhi Singh
- Blumea squarrosa (Oliv. & Hiern) Wild
- Blumea stenophylla Merr.
- Blumea subalpina Lauterbach
- Blumea sumbawensis (Miq.) Boerl.
- Blumea sylvatica (BI.) DC.
- Blumea tenella DC.
- Blumea tenuifolia C.Y. Wu
- Blumea ternatensis (Miq.) Boerl.
- Blumea timorensis DC. ex DC.
- Blumea tomentosa A. Rich.
- Blumea vanoverberghii Merr.
- Blumea venkataramanii Rolla Rao & Hemadri
- Blumea veronicifolia Franch.
- Blumea vestita Kitam.
- Blumea viminea DC.
- Blumea virens Wall. ex DC.
- Blumea viscosa (Mill.) Badillo
- Blumea volkensii (O. Hoffm.) J.-P. Lebrun & A. L. Stork
- Blumea zeylanica Grierson

Selon GRIN (24 janvier 2018) :
- Blumea balsamifera (L.) DC.
- Blumea densiflora DC.
- Blumea lacera (Burm. f.) DC.
- Blumea lanceolaria (Roxb.) Druce
- Blumea riparia DC.
- Blumea sinuata (Lour.) Merr.

Selon ITIS (24 janvier 2018) :
- Blumea balsamifera (L) DC
- Blumea lacera (Burm. f.) DC.
- Blumea laciniata (Roxb.) DC.
- Blumea sessiliflora Decne.
- Blumea viscosa (Mill.) Badillo

Selon NCBI (24 janvier 2018) :
- Blumea adamsii
- Blumea amakidophora
- Blumea arfakiana
- Blumea aromatica
- Blumea axillaris
- Blumea balsamifera
- Blumea benguetensis
- Blumea bifoliata
- Blumea brevipes
- Blumea canalensis
- Blumea clarkei
- Blumea densiflora
- Blumea diffusa
- Blumea fistulosa
- Blumea formosana
- Blumea hieraciifolia
  - variété Blumea hieraciifolia var. hamiltonii
  - variété Blumea hieraciifolia var. macrostachya
- Blumea integrifolia
- Blumea lacera
- Blumea laciniata
- Blumea lanceolaria
- Blumea macrophylla
- Blumea martiniana
- Blumea megacephala
- Blumea mollis
- Blumea napifolia
- Blumea oblongifolia
- Blumea oxyodonta
- Blumea paniculata
- Blumea procera
- Blumea riparia
- Blumea sagittata
- Blumea saussureoides
- Blumea saxatilis
- Blumea sessiliflora
- Blumea sinuata
- Blumea sylvatica
- Blumea tenella
- Blumea virens

Selon The Plant List (24 janvier 2018) :
- Blumea adamsii J.-P.Lebrun & Stork
- Blumea adenophora Franch.
- Blumea amplectens DC.
- Blumea angustifolia Thwaites
- Blumea arabidea Domin
- Blumea arfakiana Martelli
- Blumea arnakidophora Mattf.
- Blumea aromatica DC.
- Blumea atropurpurea Haines
- Blumea axillaris (Lam.) DC.
- Blumea balsamifera (L.) DC.
- Blumea barbata DC.
- Blumea belangeriana DC.
- Blumea benthamiana Domin
- Blumea bicolor Merr.
- Blumea bifoliata (L.) DC.
- Blumea bojeri Baker
- Blumea borneensis S.Moore
- Blumea braunii (Vatke) J.-P.Lebrun & Stork
- Blumea brevipes (Oliv. & Hiern) Wild
- Blumea bullata J.Kost.
- Blumea cabulica Rech.f.
- Blumea cafra (DC.) O.Hoffm.
- Blumea canalensis S.Moore
- Blumea celebica Boerl.
- Blumea chevalieri Gagnep.
- Blumea chinensis (L.) DC.
- Blumea clarkei Hook.f.
- Blumea confertiflora Merr.
- Blumea conspicua Hayata
- Blumea crinita Arn.
- Blumea densiflora (Wall.) DC.
- Blumea dentata Domin
- Blumea diffusa R.Br. ex Benth.
- Blumea diplotricha Domin
- Blumea duclouxii Vaniot
- Blumea eberhardtii Gagnep.
- Blumea elatior (R.E.Fr.) Lisowski
- Blumea emeiensis Z.Y.Zhu
- Blumea eriantha DC.
- Blumea fistulosa (Roxb.) Kurz
- Blumea formosana Kitam.
- Blumea henryi Dunn
- Blumea heudelotii (C.D.Adams) Lisowski
- Blumea hieracifolia Hayata
- Blumea hirsuta (Less.) M.R.Almeida
- Blumea hossei Craib ex Hosseus
- Blumea incisa (Elmer) Merr.
- Blumea integrifolia DC.
- Blumea intermedia J.Kost.
- Blumea junghuhniania (Miq.) Boerl.
- Blumea korthalsiana (Miq.) Boerl.
- Blumea lacera (Burm.f.) DC.
- Blumea laciniata (Wall. ex Roxb.) DC.
- Blumea laevis (Lour.) Merr.
- Blumea lanceolaria (Roxb.) Druce
- Blumea lecomteana (O.Hoffm. & Muschl.) J.-P.Lebrun & Stork
- Blumea linearis C.I Peng & W.P.Leu
- Blumea longipes Merr.
- Blumea lyrata (Kunth) V.M.Badillo
- Blumea malcolmii Hook.f.
- Blumea manillensis (Less.) DC.
- Blumea martiniana Vaniot
- Blumea megacephala (Randeria) C.T.Chang & C.H.Yu ex Y.Ling
- Blumea membranacea DC.
- Blumea milnei Seem.
- Blumea mindanaensis Merr.
- Blumea moluccana (Gaudich.) Boerl.
- Blumea napifolia DC.
- Blumea obliqua (L.) Druce
- Blumea oblongifolia Kitam.
- Blumea obovata DC.
- Blumea oloptera DC.
- Blumea oxyodonta DC.
- Blumea paniculata (Willd.) M.R.Almeida
- Blumea pannosa O.Schwarz
- Blumea papuana S.Moore
- Blumea psammophila Dunlop
- Blumea pubigera (L.) Merr.
- Blumea pungens W.Fitzg.
- Blumea ramosii Merr.
- Blumea repanda (Roxb.) Hand.-Mazz.
- Blumea riparia (Blume) DC.
- Blumea sagittata Gagnep.
- Blumea saussureoides Chang & Y.Q.Tseng ex Y.Ling & Y.Q.Tseng
- Blumea saxatilis Zoll. ex Zoll. & Moritzi
- Blumea scabrifolia Ridl.
- Blumea scapigera Domin
- Blumea sessiliflora Decne.
- Blumea sikkimensis Hook.f.
- Blumea sinuata (Lour.) Merr.
- Blumea stenophylla Merr.
- Blumea subalpina Lauterb.
- Blumea sumbavensis (Miq.) Boerl.
- Blumea tenella DC. ex Decne
- Blumea tenuifolia C.Y.Wu ex C.Y.Wu
- Blumea thorelii Gagnep.
- Blumea timorensis DC. ex Decne.
- Blumea vanoverberghii Merr.
- Blumea venkataramanii R.S.Rao & Hemadri
- Blumea veronicifolia Franch.
- Blumea vestita Kitam.
- Blumea viminea DC.
- Blumea virens DC.
- Blumea viscosa (Mill.) V.M.Badillo
- Blumea volkensii (O.Hoffm.) J.-P.Lebrun & Stork
- Blumea zeylanica Grierson

Selon Tropicos (24 janvier 2018) (Attention liste brute contenant possiblement des synonymes) :
- Blumea abyssinica Sch. Bip. ex A. Rich.
- Blumea adenophora Franch.
- Blumea alata (D. Don) DC.
- Blumea amethystina Hance
- Blumea amplectans DC.
- Blumea amplectens DC.
- Blumea arnottiana Steud.
- Blumea aromatica DC.
- Blumea atropurpurea Haines
- Blumea aurita (L. f.) DC.
- Blumea axillaris (Lam.) DC.
- Blumea balansae Gagnep.
- Blumea balsamifera (L.) DC.
- Blumea barbata DC.
- Blumea belangeriana DC.
- Blumea bifoliata (L.) DC.
- Blumea bodinieri Vaniot
- Blumea bojeri Baker
- Blumea borei Vatke
- Blumea bovei (DC.) Vatke
- Blumea brevipes (Oliv. & Hiern) Wild
- Blumea cafra (DC.) O. Hoffm.
- Blumea cavaleriei H. Lév. & Vaniot
- Blumea chamissoniana DC.
- Blumea chevalieri Gagnep.
- Blumea chinensis (L.) DC.
- Blumea clarkei Hook. f.
- Blumea compactiflora H. Lév. & Vaniot
- Blumea conspicua Hayata
- Blumea conyzoides H. Lév. & Vaniot
- Blumea crassifolia Sch. Bip. ex A. Rich.
- Blumea crispata (Vahl) Merxm.
- Blumea cunninghami DC.
- Blumea densiflora DC.
- Blumea dregeanoides Sch. Bip. ex A. Rich.
- Blumea duclouxii Vaniot
- Blumea eberhardtii Gagnep.
- Blumea elatior (R.E. Fr.) Lisowski
- Blumea emeiensis Z.Y. Zhu
- Blumea eriantha DC.
- Blumea esquirolii H. Lév. & Vaniot
- Blumea excisa DC.
- Blumea fasciculata DC.
- Blumea finearis C.I Peng & W.P. Leu
- Blumea fistulosa (Roxb.) Kurz
- Blumea flava DC.
- Blumea flexuosa C.B. Clarke
- Blumea formosana Kitam.
- Blumea fruticosa Koidz.
- Blumea gariepina DC.
- Blumea glandulosa Benth.
- Blumea globata Vaniot
- Blumea glomerata DC.
- Blumea glutinosa DC.
- Blumea gnaphalioides Hayata
- Blumea gomphrena (Walp.) Sch. Bip. ex Hand.-Mazz.
- Blumea gracilis DC.
- Blumea guineensis (Willd.) DC.
- Blumea hamiltonii DC.
- Blumea henryi Dunn
- Blumea heudelotii (C.D. Adams) Lisowski
- Blumea hieraciifolia (Spreng.) DC.
- Blumea hongkongensis Vaniot
- Blumea honigbergeri Rech. f.
- Blumea hookeri C.B. Clarke ex Hook. f.
- Blumea hossei Craib & Hosseus
- Blumea hymenophylla DC.
- Blumea jacquemontii Hook. f.
- Blumea junghuhniania Boerl.
- Blumea lacera (Burm. f.) DC.
- Blumea laciniata DC.
- Blumea lanceolaria (Roxb.) Druce
- Blumea lapsanoides DC.
- Blumea leptophylla Hayata
- Blumea leschenaultiana DC.
- Blumea lessingii Merr.
- Blumea linearis C.I Peng & W.P. Leu
- Blumea lyrata (Kunth) V.M. Badillo
- Blumea macrostachya DC.
- Blumea malabarica Hook. f.
- Blumea malcolmii Hook. f.
- Blumea malcomei Hook. f.
- Blumea martiniana Vaniot
- Blumea megacephala (Randeria) C.C. Chang & Y.Q. Tseng
- Blumea membranacea DC.
- Blumea mollis (D. Don) Merr.
- Blumea musra DC.
- Blumea myriocephala DC.
- Blumea napifolia DC.
- Blumea natalensis Sch. Bip.
- Blumea neilgherrensis Hook. f.
- Blumea neilgherriensis Hook. f.
- Blumea nodiflora Hook. f.
- Blumea obliqua (L.) Druce
- Blumea oblongifolia Kitam.
- Blumea okinawensis Hayata
- Blumea oloptera DC.
- Blumea onnaensis Hayata
- Blumea oxyodonta DC.
- Blumea paniculata (Wall.) M.R. Almeida
- Blumea parvifolia DC.
- Blumea paucifolia DC.
- Blumea perrottetiana DC.
- Blumea phagnaloides A. Rich.
- Blumea phyllostachya DC.
- Blumea procera DC.
- Blumea pterodonta DC.
- Blumea pubiflora DC.
- Blumea pubigera (L.) Merr.
- Blumea purpurascens A. Rich.
- Blumea purpurea DC.
- Blumea racemosa DC.
- Blumea repanda (Roxb.) Hand.-Mazz.
- Blumea riparia DC.
- Blumea runcinata DC.
- Blumea sagittata Gagnep.
- Blumea salvifolia (Bory) DC.
- Blumea saussureoides C.C. Chang & Y.Q. Tseng
- Blumea semivestita DC.
- Blumea sericans (Kurz) Hook. f.
- Blumea sericea Anderb. & A.K. Pandey
- Blumea sessiliflora Decne.
- Blumea sikkimensis Hook. f.
- Blumea sinapifolia Gagnep.
- Blumea sinuata (Lour.) Merr.
- Blumea sonchifolia DC.
- Blumea spectabilis DC.
- Blumea squarrosa (Oliv. & Hiern) Wild
- Blumea subcapitata DC.
- Blumea suessenguthii Merxm.
- Blumea tenuifolia C.Y. Wu
- Blumea tomentosa A. Rich.
- Blumea tonkinensis Gagnep.
- Blumea trichophora DC.
- Blumea uninata DC.
- Blumea vaniotiana H. Lév.
- Blumea velutina (H. Lév. & Vaniot) H. Lév. & Vaniot
- Blumea venkataramanii Rolla Rao & Hemadri
- Blumea veronicifolia Franch.
- Blumea virens DC.
- Blumea viscosa (Mill.) V.M. Badillo
- Blumea wightiana DC.